# Jean Spiropoulos
Jean Spiropoulos, eigentlich Ioannis Georgiou Spyropoulos (griechisch Ιωάννης Σπυρόπουλος, * 16. Oktober 1896 in Nafplio; † 7. August 1972 in Athen), war ein griechischer Jurist. Er wirkte als Professor für Völkerrecht an den Universitäten Thessaloniki und Athen sowie von 1958 bis 1967 als Richter am Internationalen Gerichtshof.

## Leben
Jean Spiropoulos wurde 1896 in Nafplio geboren und absolvierte seine schulische Ausbildung in Hamburg, Zürich, Lausanne und Lugano. Anschließend studierte er von 1917 bis 1920 an der Universität Zürich und ab 1921 an der Universität Leipzig, an der er sein Studium 1922 mit einer Promotion zum Luftraum als Teil des Staatsgebiets abschloss. Im gleichen Jahr wurde er Assistent am Institut für internationales Rech der Universität Kiel, an dem er ab 1925 als Sektionsleiter fungierte und zwei Jahre später Privatdozent wurde.
Im Jahr 1928 wechselte er auf eine Professur für Völkerrecht an der Aristoteles-Universität Thessaloniki, von 1939 bis 1958 lehrte er an der Universität Athen. Darüber hinaus unterrichtete er 1929 an der Haager Akademie für Völkerrecht. Von 1949 bis 1957 war er Mitglied der Völkerrechtskommission der Vereinten Nationen. Anschließend wirkte er von 1958 bis 1967 als Richter am Internationalen Gerichtshof in Den Haag, nachdem er dort zuvor bereits in einem Fall als Ad-hoc-Richter tätig gewesen war. Er starb 1972 in Athen.

## Rechtsphilosophische Ansichten
Jean Spiropoulos war aufgrund seiner Ausbildung durch die deutsch-österreichische Denkschule im Völkerrecht geprägt, welche die Bedeutung rechtspositivistischer Prinzipien betonte. Gleichwohl lehnte er einen orthodoxen Rechtspositivismus ab. Vielmehr leitete er aus der Praxis des staatlichen Handelns bestimmte Prinzipien ab, die er als allgemeine Rechtsgrundsätze neben das Völkervertragsrecht und das Völkergewohnheitsrecht stellte.

## Auszeichnungen
Jean Spiropoulos war ab 1950 Mitglied des Institut de Droit international und gehörte ab 1955 auch der Akademie von Athen an.

## Werke (Auswahl)
- Ausweisung und Internierung feindlicher Staatsangehöriger. Leipzig 1922
- Die de facto-Regierung im Völkerrecht. Kiel 1926
- Die allgemeinen Rechtsgrundsätze im Völkerrecht. Kiel 1928
- Théorie générale du droit international. Paris 1930
- Traité théorique et pratique du droit international public. Paris 1933